# Gary Fraser
Gary Fraser (né le 2 juillet 1994 à Glasgow est un footballeur écossais qui évolue au poste de milieu de terrain à BSC Glasgow.

## Biographie
Le 10 janvier 2014, il rejoint le club de Partick Thistle. Avec cette équipe, il inscrit six buts en première division.
Le 13 mars 2018, il est prêté à Greenock Morton.